# Kunoys kommun
Kunoys kommun (färöiska: Kunoyar kommuna) är en kommun på Färöarna, som utgör hela ön Kunoy. Förutom centralorten Kunoy ligger här också orten Haraldssund. Orten Skarð är sedan 1919 obebodd, men vissa byggnadsruiner finns fortfarande kvar. Vid folkräkningen 2015 hade Kunoys kommun 129 invånare.

## Befolkningsutveckling
| Befolkningsutvecklingen i Kunoys kommun 1985–2015 | Befolkningsutvecklingen i Kunoys kommun 1985–2015 | Befolkningsutvecklingen i Kunoys kommun 1985–2015 | Befolkningsutvecklingen i Kunoys kommun 1985–2015 | Befolkningsutvecklingen i Kunoys kommun 1985–2015 |
| ------------------------------------------------- | ------------------------------------------------- | ------------------------------------------------- | ------------------------------------------------- | ------------------------------------------------- |
|                                                   |                                                   |                                                   |                                                   |                                                   |
| År                                                |                                                   |                                                   | Folkmängd                                         |                                                   |
| 1985                                              | 1985                                              |                                                   | 97                                                |                                                   |
| 1990                                              | 1990                                              |                                                   | 119                                               |                                                   |
| 1995                                              | 1995                                              |                                                   | 123                                               |                                                   |
| 2000                                              | 2000                                              |                                                   | 139                                               |                                                   |
| 2005                                              | 2005                                              |                                                   | 147                                               |                                                   |
| 2010                                              | 2010                                              |                                                   | 150                                               |                                                   |
| 2015                                              | 2015                                              |                                                   | 129                                               |                                                   |
|                                                   |                                                   |                                                   |                                                   |                                                   |